# Brachythecium nakazimae
Brachythecium nakazimae là một loài rêu trong họ Brachytheciaceae. Loài này được Iisiba mô tả khoa học đầu tiên năm 1934.